# Abaújkér
Abaújkér je obec v Maďarsku v župě Borsod-Abaúj-Zemplén v okrese Gönc.
Má rozlohu 1728 ha a žije tu 556 obyvatel. (2024).